# دامنه سطح‌بالای عمومی جغرافیایی
دامنه سطح بالای عمومی جغرافیایی (به انگلیسی: Geographic generic Top Level Domain) (به اختصار GeoTLD یا Geographic TLD یا Geographic gTLD) یک دامنه سطح بالای عمومی (به انگلیسی: generic Top Level Domain) (به اختصار gTLD) در سامانه نام دامنه از اینترنت می‌باشد که با استفاده از نام یا اقتباس از نام انجمنی با رویکردی جغرافیایی، جغرافیایی سیاسی، قومیتی، زبان شناختی یا فرهنگی جامعه شکل می‌گیرد.
فقط دو نمونه از دامنه‌های سطح بالای عمومی جغرافیایی در بین دامنه‌ها وجود دارد، .asia برای قاره آسیا و .cat که یک دامنه سطح بالای ضمانت شده برای استفاده در موضوع‌های مرتبط با زبان کاتالان و فرهنگ در نظر گرفته شده‌است.
در حالت عادی .eu به عنوان دامنه سطح بالای کد کشور (به انگلیسی: country code Top Level Domain) (به اختصار ccTLD) اتحادیه اروپا مطرح شده. با اینحال، از آنجائیکه اتحادیه اروپا یک کشور نیست،eu نمی‌تواند به عنوان یک دامنه سطح بالای عمومی جغرافیایی طبقه‌بندی شود.

## پیشنهادها
نمونه‌هایی از دامنه‌های سطح بالای پیشنهاد شده (به انگلیسی: Proposed Top Level Domain) در این زمینه عبارتند از:
| نمونه‌هایی از دامنه سطح بالای پیشنهاد شده | مورد استفاده در موضوع |
| ---------------------------------------- | --------------------- |
| .αθήνα                                   | آتن                   |
| .berlin                                  | شهر برلین             |
| .bcn                                     | شهر بارسلونا          |
| .bzh                                     | جامعه بِرِتون           |
| .cym                                     | جامعه وِلز             |
| .eus                                     | زبان باسکی            |
| دامنه سطح‌بالای پیشنهاد شده               | زبان گالیسی           |
| .lat                                     | آمریکای لاتین         |
| دامنه سطح‌بالای پیشنهاد شده               | جامعه اسکاتلندی       |
| .上海                                    | شانگهای               |

## کدهای کشوری بین‌المللی شده
یک کد کشوری بین‌المللی شده (به انگلیسی: Internationalized country code) شبیه یک دامنه سطح بالای عمومی جغرافیایی است، با دو تفاوت اساسی: نخست آنکه کد کشوری بین‌المللی شده دامنه‌ای است که برای یک کشور (نه مثل .asia) کامل (نه مثل .cat) مورد استفاده قرار گرفته‌است. تفاوت دیگر آن است که یک کد کشوری بین‌المللی شده به عنوان یک دامنه سطح بالای کد کشور مطرح شده نه به عنوان یک دامنه سطح بالای عمومی جغرافیایی.